# بيرسي ناب
بيرسي ناب (بالإنجليزية: Percy Knapp)‏ كان لاعب كرة مضرب أمريكي بدأ مسيرته كمحترف سنة 1884، اعتزل اللعب في 1903. وصل إلى نهائي بطولة أمريكا المفتوحة للتنس مرتين خلال مسيرته لكنه خسره.

## النهائيات
| السنة | البطولة                     | المنافس في النهائي | النتيجة في النهائي |
| 1885  | بطولة أمريكا المفتوحة للتنس | غودفري برينلي      | 3–6, 3–6, 6–3, 4–6 |
| 1890  | بطولة أمريكا المفتوحة للتنس | أوليفر كامبل       | 6–8, 6–0, 2–6, 3–6 |

## روابط خارجية
- بيرسي ناب على موقع رابطة محترفي التنس (الإنجليزية)
- بيرسي ناب على موقع أرشيف التنس.كوم (الإنجليزية)